# Serghei Cleşcenco
Serghei Cleşcenco es un exfutbolista y entrenador de fútbol de Moldavia que jugaba en la posición de delantero. Actualmente es el entrenador de la selección nacional de Moldavia.

## Carrera

### Club
| Periodo   | Club                           |
| --------- | ------------------------------ |
| 1990      | Spartak Oryol                  |
| 1990–1992 | Nistru Chișinău                |
| 1992–1996 | FC Zimbru Chișinău             |
| 1996–1997 | Go Ahead Eagles                |
| 1997–1998 | FC Zimbru Chișinău             |
| 1998      | FC Zenit St. Petersburg        |
| 1998–1999 | FC Zimbru Chișinău             |
| 1999–2001 | Maccabi Haifa FC               |
| 2001–2003 | Hapoel Tel Aviv FC             |
| 2003      | FC Chernomorets Novorossiysk   |
| 2003–2004 | Bnei Yehuda                    |
| 2004–2005 | FC Zimbru Chișinău             |
| 2005–2006 | FC Sibir Novosibirsk           |
| 2007–2008 | Metallurg-Kuzbass Novokuznetsk |

### Selección nacional
Jugó para Moldavia de 1991 a 2006 con la que jugó en 69 partidos y anotó 11 goles, siendo actualmente el goleador histórico de la selección nacional.

#### Goles Con Selección
| #  | Fecha      | Sede                                 | Rival      | Gol | Resultado | Torneo                                               |
| -- | ---------- | ------------------------------------ | ---------- | --- | --------- | ---------------------------------------------------- |
| 1  | 1-9-1994   | Stadionul Republican, Chișinău       | Azerbaiyán | 1–0 | 2–1       | Amistoso                                             |
| 2  | 1-9-1994   | Stadionul Republican, Chișinău       | Azerbaiyán | 2–0 | 2–1       | Amistoso                                             |
| 3  | 16-11-1994 | Vasil Levski National Stadium, Sofía | Bulgaria   | 1–1 | 1–4       | Clasificación para la Eurocopa 1996                  |
| 4  | 7-6-1995   | Stadionul Republican, Chișinău       | Albania    | 2–1 | 2–3       | Clasificación para la Eurocopa 1996                  |
| 5  | 10-11-1996 | Stadion GKS, Katowice                | Polonia    | 1–2 | 1–2       | Clasificación para la Copa Mundial de Fútbol de 1998 |
| 6  | 20-8-1998  | Spordikeskuse Staadion, Kohtla-Järve | Estonia    | 1–0 | 1–0       | Amistoso                                             |
| 7  | 18-8-1999  | Népstadion, Budapest                 | Hungría    | 1–1 | 1–1       | Amistoso                                             |
| 8  | 26-4-2000  | Stadio Olímpico, Serravalle          | San Marino | 1–0 | 1–0       | Amistoso                                             |
| 9  | 1-9-2001   | Stadionul Republican, Chișinău       | Azerbaiyán | 1–0 | 2–0       | Clasificación para la Copa Mundial de Fútbol de 2002 |
| 10 | 5-9-2001   | Štadión na Sihoti, Trenčín           | Eslovaquia | 1–0 | 2–4       | Clasificación para la Copa Mundial de Fútbol de 2002 |
| 11 | 16-8-2006  | Zimbru Stadium, Chișinău             | Lituania   | 3–2 | 3–2       | Amistoso                                             |

### Entrenador
| Periodo   | Club                  |
| --------- | --------------------- |
| 2011–2012 | FC Milsami            |
| 2013      | FC Zimbru Chișinău    |
| 2017      | FC Rostov (asistente) |
| 2022–     | Moldavia              |

## Logros

### Jugador
Zimbru Chișinău
- Moldovan National Division: 1992, 1992–93, 1993–94, 1994–95, 1995–96, 1997–98

Maccabi Haifa
- Israeli Premier League: 2000–01

Hapoel Tel Aviv
- Toto Cup: 2001–02

### Entrenador
Milsami
- Moldovan Cup: 2011–12
- Moldovan Super Cup: 2012